# Metagrion lamprostoma
Metagrion lamprostoma là loài chuồn chuồn trong họ Argiolestidae. Loài này được Lieftinck mô tả khoa học đầu tiên năm 1949.